# داسيا جوغر (سيارة)

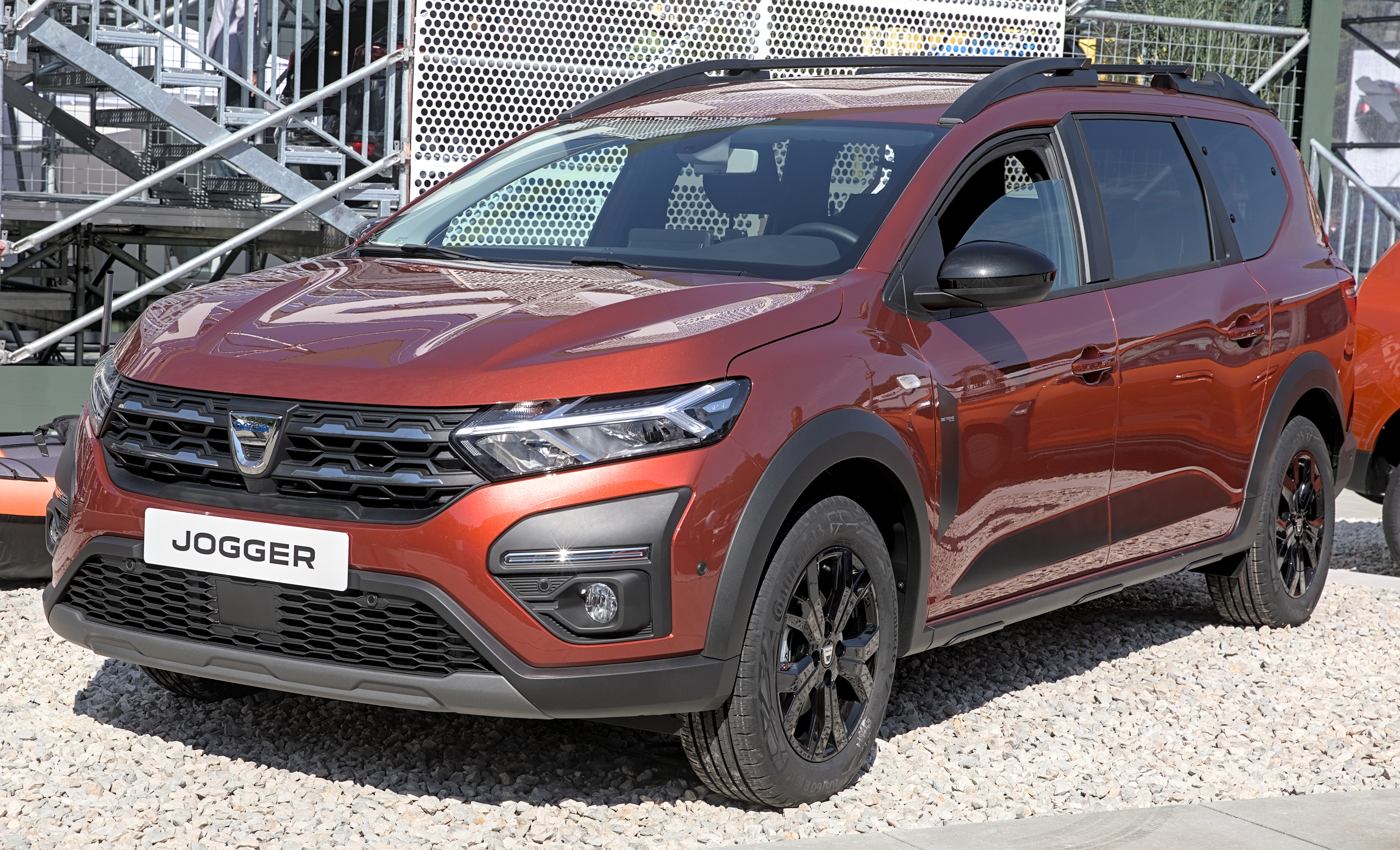
داسيا جوغر

داسيا جوغر هي سيارة تم إنتاجها وتسويقها بشكل مشترك من قبل الشركة المصنعة الفرنسية رينو وفرعها الروماني داسيا. تم الكشف عن اسمها في آب من العام 2021 خلفا لسيارات لوغان ولودجي. تم تقديمها وبيعها استنادًا إلى الجيل الثالث من لوجان والتي تحتوي على خمس وسبع مقاعد.   

يُخطط في عام 2023 لتقديم نسخة جديدة وهجينة، مما يجعلها أول مركبة تحمل علامة داسيا تتميز بمحرك هجين. على الرغم من ازدهار تصميم السيارة «كروس أوفر» متعددة الإستخدام، إلا أنه لا يُقصد استخدامها كسيارة للطرق الوعرة.

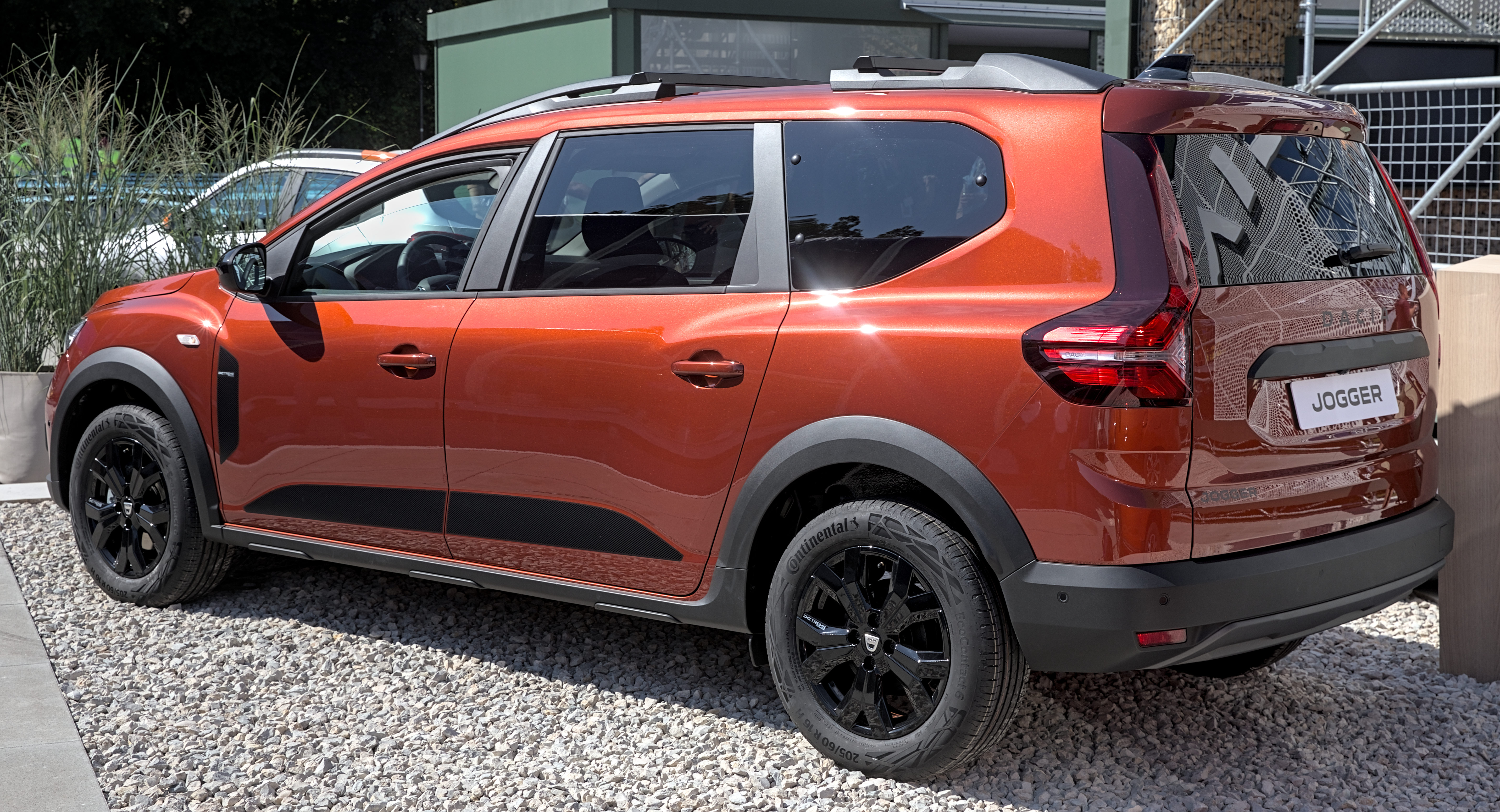
خلفية السيارة
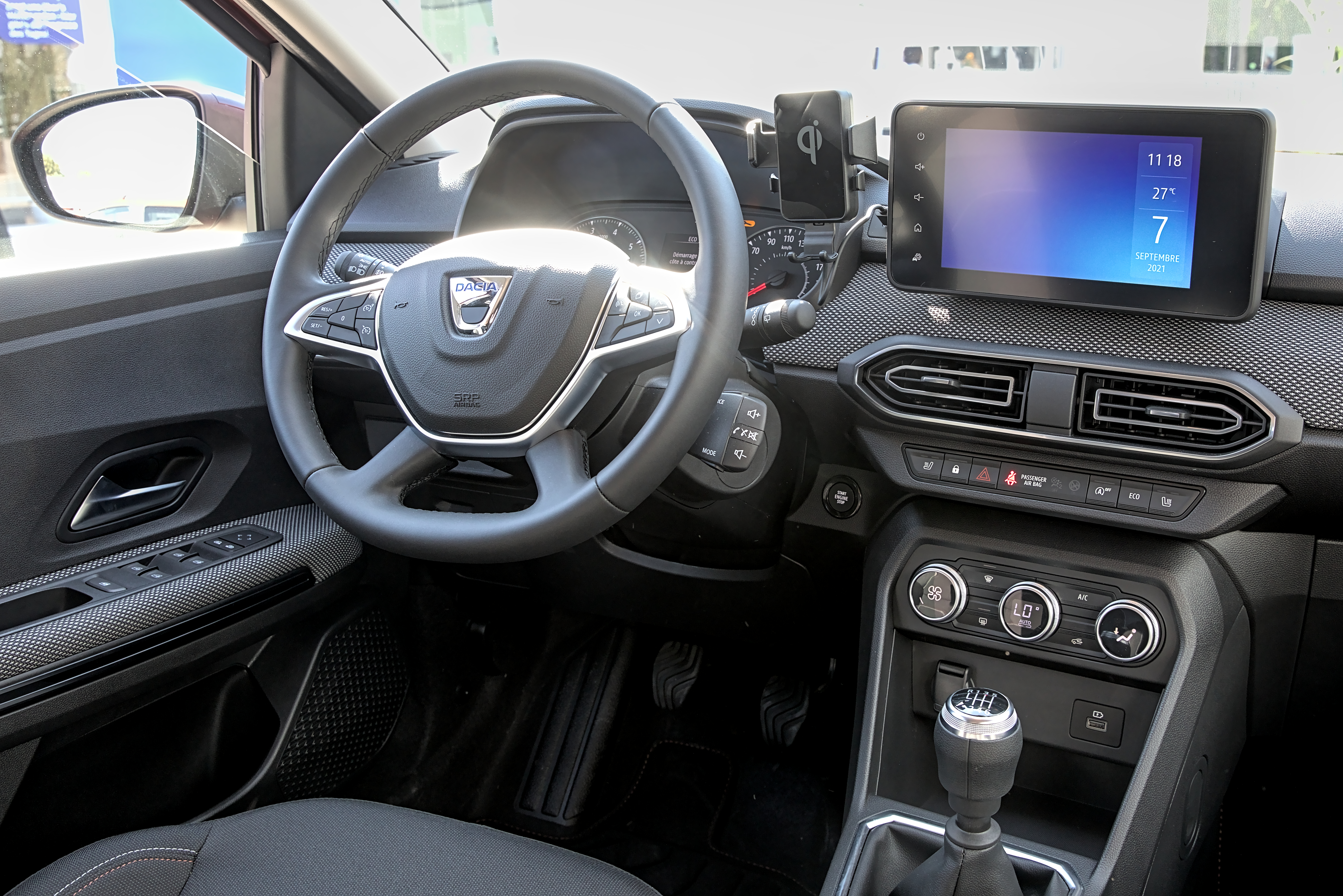
داخل السيارة

## التعديلات اللاحقة
في تموز عام 2022، وبعد أقل من عام من الإطلاق التجاري، تلقت سيارة داسيا جوغر، مثل مجموعة سيارات داسيا بأكملها، إعادة تصميم طفيف تكشف فيه عن شعار العلامة التجارية الجديد. كما أن الشبكة جديدة تمامًا، وعجلة القيادة تم تعديلها بشكل طفيف واستبدلت جميع الشارات. تم تعديل مستويات النطاق وإطلاق لون جديد للسيارة.

## روابط خارجية
- الموقع الرسمي (المملكة المتحدة)